# Mudawwara
Mudawwara (în arabă 'المدورة) este cea mai sudică așezare din Iordania. Face parte din punct de vedere administrativ din Guvernoratul Ma'an. Satul avea o populație de 691 de locuitori la recensământul din 2015.

## Etimologie
Toponimul arab, Mudawwara, se traduce aproximativ prin „un mare lucru rotund”, dar nu se referă la multe verde, parcele agricole irigatecirculare care pot fi găsite în zonă, mai degrabă la un grup de dealuri conice aflate la cca. 3 kilometri (1,9 mi) nord-vest de orașul modern.